# Olivier Roy (Philosoph)
Olivier Roy (* 1978 in Sept-Îles) ist ein kanadischer Philosoph.

## Leben
Er studierte Philosophie (Bachelor und Master) an der Université du Québec à Trois-Rivières. Von 2004 bis 2008 promovierte er bei Johan van Benthem und Martin van Hees an der Universiteit van Amsterdam. Danach arbeitete er als Wissenschaftler in Groningen und am Munich Center for Mathematical Philosophy an der LMU München. Seit 2014 ist er Lehrstuhlinhaber für Philosophie an der Universität Bayreuth.
Seine Spezialgebiete sind Logik, Spieltheorie und praktische Philosophie.

## Schriften (Auswahl)
- mit Vincent F. Hendricks (Hgg.): Epistemic logic. Birkerød 2010, ISBN 978-87-92130-24-2.
- mit Davide Grossi und Huaxin Huang (Hgg.): Logic, rationality, and interaction. 4th International Workshop, LORI 2013, Hangzhou, China, October 9–12, 2013. Proceedings. Berlin 2013, ISBN 3-642-40947-4.